# 玉器时代
玉器时代为中国大陆的考古学家所命名的一个时代，为中国所独有，介于石器时代和青铜时代之间。